# Kiba (anime)
Kiba (牙 KIBA?) Su nombre literalmente puede ser traducido como "colmillo", pero por otro lado según su director Hiroshi Kojina este es un juego de dos palabras KI y BA, el cual el primero significa “espiritual” y su segunda sílaba como “lugar”, por lo tanto puede interpretarse como "lugar espiritual" o "lugar de los espíritus"
Es un anime de Studio Madhouse que comenzó a difundirse en TV Tokyo el 2 de abril del año 2006. La serie es dirigida por Hiroshi Kōjina, con la cubierta superior Japón, una compañía del juego de tarjeta que negocia como el patrocinador principal. 
El anime ha sido licenciado en los Estados Unidos por Upper Deck USA y distribuido por ADV Films (filial de A.D. Vision ) para América .
Principalmente la historia se centra en los desafíos que Zed, el protagonista, debe enfrentar para convertirse en Shard Caster y en su búsqueda de lo más importante para él: Su libertad.
Para Latinoamérica, la serie fue estrenada con gran éxito por ZAZ, un canal mexicano de cable. Su debut fue en enero del 2009 junto con Eyeshield 21. El 3 de agosto del 2009 llegó al canal chileno de anime por televisión de pago Etc...TV. Y el 12 de octubre de 2009 también llegó a Ecuador por el canal de televisión abierta Gama TV.

## Argumento
El personaje principal es Zed, un muchacho de 15 años que vive en un lugar llamado Calm. Él siente que no tiene la libertad que necesita, por lo que siempre se encuentra escapando del orfanato en que vivía y era considerado un delincuente, hasta que siente que hay un sitio donde puede vivir más libremente. Un día, tras varios extraños sucesos, es atraído por un "viento misterioso", y, buscando las respuestas que pudieran estar allí, se mete en una hendidura del espacio-tiempo, un portal.
Llevado por el viento, él consigue transportarse a otro mundo, en el cual libran los "Shard Caster" (Hechiceros Sombríos, gente capaz de usar seres que invocan, llamados Shards, mediante esferas. Estos Shards son conocidos también como Espíritus) y más específicamente, a un país llamado Templar.
Noah, el otro protagonista, es el mejor amigo de Zed en Calm. Él lo ayudaba a escapar de los diversos líos en los que se metía; y luego será también transportado a ese nuevo mundo al que va Zed. Pero a diferencia de Zed, Noah llega a un país llamado Neotopia. 
Los Shard Casters se caracterizan por tener un gran poder, que es necesario para controlar a los espíritus. Fascinado por este poder, Zed intenta convertirse en un Shard Caster. Sin embargo, él todavía no sabe que en su cuerpo reside un espíritu de gran poder, conocido como Amir Goul (Amil Gaoul en japonés). 
El Amir Goul es uno de los espíritus más poderosos, conocido también como Espíritu Key. Hay un total de seis espíritus Key, y se dice que cuando éstos estén juntos será el fin del mundo; pues ellos tienen un poder que puede destruirlo o salvarlo. Además, estos espíritus tienen la particularidad de poder elegir a su dueño.

## Espíritus Key
- "Amir Goul" (cuyo dueño es Zed) Un espíritu con una silueta masculina celeste como un ángel . Los ojos siempre están cerrados en su primera forma pero se abren una vez llega a su forma verdadera. en su verdadera apariencia usa una especia de Armadura dorada. El atributo es el viento .
Usa las alas como una espada y vuela, también crea una lanza con el viento para luchar. Solo una vez, cambió a una apariencia de fénix (forma de aviador). Su habilidad es la más alta de los espíritus key, y a veces se le llama el "espíritu key más fuerte". Al mismo tiempo, su rechazo es el más fuerte qde todos los espíritus key  (incluso el propietario original Zed no pudo manejarlo por un tiempo después de que comenzó la historia). Además, una vez este escoge a su dueño, nadie más podrá poseerlo a no ser que este muera o el Amir Goul decida terminar la relación con su humano
- "Prónimo"  (Cuyo dueño es Hugh → Sara.) El único espíritu con una silueta roja femenina. El imperfecto "Pronimo" y "Gilme" se fusionan para convertirse en una verdadera figura. El atributo es veneno .
Se especializa en ataques que almacenan energía en la parte azul de la mitad derecha de la cara y disparan un rayo . Además, estira los brazos para atacar o lucha con algo como una pequeña bomba azul claro
- "Zashura" (cuyo dueño es Noah) Un espíritu con una silueta masculina negra. Las extremidades son afiladas. El atributo es la oscuridad .
Se especializa en disparar un arma similar a un chakram desde su hombro . También ataca el brazo extendiéndolo y cortando al oponente. El dueño principal es Noah.
- "Monardi" (cuya dueña es Sara) Un espíritu con una silueta masculina azul claro que tiene seis ojos delgados. Dormía debajo de una neotopian stuba. El atributo es el agua .
Haz de flechas que se especializa en el ataque que dispara. Además, desde el rayo del ojo o emite, inclina un bumerán al ataque disecando como si el oponente arrojara. El dueño principal es Sara.
- "Jumamis" (cuya dueña es Mirette) Un espíritu con una silueta misteriosa y masculina con seis brazos. El atributo es fuego .
Hay un agujero en la palma, y una bola de fuego es expulsada de allí para atacar al oponente.
- "Shadin" (cuya dueña es Sagiri → Zed.) Un espíritu con una pequeña silueta masculina amarillenta con una cara en el pecho izquierdo. El atributo es tierra .
Introduce algo como una espada en la cabeza en el suelo y haz un impacto como una carrera terrestre. El propietario principal es Sagiri → Zed.

Al juntarse estos espíritus forman al "Gran Tasker" una deida la cual fue quien creó el mundo y es capaz de destruirlo también. ls primera aparición de este espíritu fue en el capítulo 47. pero su forma está incompleta, y no es hasta el capítulo 51 que nos muestran su forma real.

Tasker posee la habilidad de cada espíritu Key, por lo cual hace que su poder sea temible, por lo que se puede ver en el arco final de la serie, este ser usó a Mirette y Noah para poder acercarse a su verdadero objetivo: Zed, con el propósito de poseerlo y así poder completar su forma.

## Lista de episodios
Episodio 1: El viento del destino
En una ciudad llamada "Calm", un niño llamado Zed está causando muchos problemas a su escuela. Ha estado rompiendo puertas por toda la ciudad. Él le dice a su enfermo amigo de la infancia; Noah, que quiere dejar Calm y que siente que, al romper alguna barrera, podrá hacerlo. Zed visita a su madre en el hospital. Aunque físicamente bien, parece estar mentalmente enferma y no reconoce a su hijo. Después de ser detenido por los funcionarios de la escuela en el hospital, Zed se escapa solo para ser atacado por un hombre extraño con cuernos en los hombros. Justo cuando está a punto de ser asesinado, la madre de Zed interviene y lo salva, mostrando una destreza física increíble antes de perseguir al hombre. Zed continúa huyendo de la policía, y cuando está acorralado, ve un portal misterioso en el que salta para escapar. Mientras tanto, una ambulancia que transporta a Noah al hospital debido a su mala salud, se estrella y deja a Noah inconsciente. Sin embargo, un grupo misterioso de personas realiza algún tipo de ritual de invocación y se ve a Noah desapareciendo a través de un portal similar al que entró Zed.

Episodio 2: Nuevo mundo
Zed se encuentra en otro mundo, en el país deTemplar. Conoce a una joven llamada Roya y su anciano maestro, Zico, y aprende sobre Shard Casters, que puede usar pequeños "Shards" como armas para la batalla. También aprende que los Shard Casters poderosos pueden controlar espíritus que también pueden ayudar a los Shard Casters en la batalla. Sin quererlo, Zed se encuentra en problemas con la ley después de huir para explorar más sobre Templar, sin embargo, escapa de su celda y ayuda a Roya, quien también fue encarcelada después de intentar ayudarlo a escapar. El Maestro Zico logra convencer al Consejo, el grupo de personas poderosas que dirigen a los Templarios, para que dejen el asunto sin presentar cargos. Más tarde, Zed descubre que posee un espíritu de lucha muy poderoso, sin embargo, es totalmente incapaz de controlarlo.

Episodio 3: Los que tienen poder
Zed se encuentra con Dumas y Robès, los mejores Shard Casters no sabios en Templar. Robès es un aristócrata playboy snob, mientras que Dumas es un granjero trabajador que está entrenando a un joven estudiante llamado Mikki para que sea un Shard Casters. Dumas actualmente tiene el título de "Shard Champion" de Templar, que ganó en una justa donde luchó contra otros Shard Casters. Este título significa que es considerado como el Shard Caster más fuerte de todos los Templarios. A Robès claramente no le gusta Dumas y en una fiesta anuncia que planea derrotar a Dumas y tomar su título de Shard Champion. También se revela que Robès es secretamente un ladrón llamado "Sin rostro" que roba tanto espíritus como objetos de la gente del pueblo.
Episodio 4: El propósito del viento
Zed desea desesperadamente participar en la  Justa, la competencia anual de lucha que decide el Shard Champion. Dumas, Robès, Mikki y Roya participan. Cuando Mikki, quien ingresó en la Justa, expresa su miedo a pelear una segunda ronda, Zed decide cambiarse de ropa con él y pelear en su lugar. Gana el primer partido y está a punto de luchar contra el aristócrata presumido Robès.

Episodio 5: La tierra del orden
La historia cambia las perspectivas. Noah, el amigo de Zed, ahora es el protagonista. Noah también es transportado al mismo mundo que Zed, pero termina en un país diferente: Neotopia. Allí, es acogido por un hombre llamado Carter y su esposa. También se hace cercano a Aisha y Keith, amigos de la infancia del hijo de Carter, Gale. Ayuda a Carter y a la gente del pueblo a construir un parque para que jueguen los niños. Gale regresa de trabajar con el ejército y cuando descubre que su padre estaba reteniendo a Noah sin haber informado sobre este al gobierno, declara que es una violación de la Ley Absoluta de Neotopia y ejecuta a su padre, dejando a Noah conmocionado.  
Episodio 6: Resultado adelantado
Gale planea destruir el pequeño pueblo de Letto enviando a su gente a diferentes ciudades. Para salvar el lugar que ha amado, Noah intenta persuadir a Gale para que lo lleve y no dañe la aldea. Gale se niega, sin embargo, y Keith, que quiere defenderse, inicia una rebelión. Gale y Keith se involucran en una batalla, pero Aisha los interrumpe y les ruega que se detengan. Gale apuñala a Aisha, enfureciendo a Keith, quien lo ataca. Noah observa cómo Gale y Keith golpean los últimos golpes, matándose mutuamente. De repente, las llamas brotan alrededor de Noah, aparentemente causadas por algún poder que posee. Un aturdido Noah saca a la moribunda Aisha de la llama. Se abre un portal y él le pide que lo acompañe lejos de Letto, pero ella se niega y le dice que es su hogar. Noah deja a Letto a través del portal y se despierta en otro país extraño, ya que Aisha se ve colapsada, presumiblemente muerta.  
Episodio 7: Pensamientos despertados
La historia vuelve a Zed y su lucha contra Robès. Zed es incapaz de invocar su espíritu, por lo que pierde la batalla. Robès continúa robando a la gente del pueblo bajo el alias "Sin rostro". Su mayordomo le ruega que se detenga y Robès está de acuerdo con la condición de que pueda hacer un solo atraco más. Sin embargo, las cosas cambian para lo inesperado cuando aparece otro "Sin rostro" y roba el espíritu de Zed, dejando a Robès con la culpa de un crimen que no cometió. 
Episodio 8: El paradero de los traidores
Robès está encerrado y sus afirmaciones de que hay otro "Sin rostro" son ignoradas. Zed, sin embargo, se da cuenta de la veracidad de su reclamo. Exige que Robès revele la identidad del otro "Sin rostro". En cambio, Robès le arroja una flor extraña. 
Episodio 9: Después del final de la lucha
El espíritu de Zed no escucha a Dumas, sino que ataca a los invasores. Después de la batalla, Roya y Zed encuentran a una chica extraña al borde del bosque. Ella le pide a Zed que le preste su fuerza. 
Episodio 10: La princesa solitaria
Rebecca revela que el espíritu de Zed se llama "Amir Goul". Robès y un equipo son enviados a buscar a Dumas, pero Roya decide no quedarse atrás y va junto con el equipo de Robes tras Zed 
Episodio 11: Premonición de conspiración
Hugh logra capturar a Rebecca. Zed está furioso, pero se une a Elda cuando Philip la envía a una misión.  
Episodio 12: Progreso hacia la confianza
Elda lleva a Zed a un lugar donde puede obtener un espíritu nuevo y poderoso que puede controlar. En el castillo, Rebecca teme a su nuevo "novio" y sale corriendo de la habitación. Hugh le impide huir e implica en la conversación que sigue que su padre todavía está vivo. Zed recibe una nueva espada espiritual, así como un segundo espíritu llamado Rambos. 
Episodio 13: Fuerza para atacar
Rebecca decide regresar al castillo, con la esperanza de que pueda volver a ver a su padre. En el camino, ella y Roya son atacadas por Elmeida y arrastradas de regreso al castillo. Zed se va a rescatarlos. Mientras tanto, Robès finalmente lucha contra Dumas. 
Episodio 14: La tentación del poder
Zed, Roya y Robès regresan a Templar. Mikki está deprimido por la traición y la muerte de su sensei. Él ha estado tratando de encontrar trabajo, ya que debe mantenerse a sí mismo ahora. A Roya se le ocurre la idea de vender el sabroso pan de Mikki. Cuando Robès ve al niño, decide darle un regalo. 
Episodio 15: Pequeño tesoro
Después de que Mikki ataca a Roya, ella y Zed van a Robès y luego a Zico para obtener información. Parece que Mikki está poseído por Slugna, el viejo espíritu de su maestro. Mientras tanto, Noah se prepara para dejar a Galba, Sagiri y los otros nómadas. 
Episodio 16: Tragedia de una carrera
Guzmán se traslada a Templar y le pide a Zed que regrese con él a Kalbu-hu, donde Rebecca lidera una rebelión contra las fuerzas invasoras de Zymot. Zico le prohíbe a Zed involucrarse. 
Episodio 17: Un deseo inalcanzable
Las fuerzas de Zymot comienzan un asalto en toda regla contra Kalbu-hu. Kemp continúa defendiendo la paz, mientras que Guzmán insiste en luchar. Noah y Sagiri están siendo tratados en un hospital en Neotopia. Diana intenta convencerlo de que luche por el gobierno neotópiano 
Episodio 18: La oración que no cesa
La gente de Kalbu-hu despierta Pronimo, un espíritu convocado por su inconsciente colectivo. Hugh revela una conexión entre esto y el espíritu que tomó de Rebecca. Por otro lado Zed se topa con la realidad de los Espíritus Key 
Episodio 19: La tierra de la oscuridad
Keith está huyendo de la ley. Es capaz de encontrar un"Shifting Shard" y viaja a Templar. Se llama a Robès para que devuelva el fugitivo a Neotopia, ya que Templar y este país están aliados. Robès, sin embargo, sugiere a Zed como una escolta. El cambio va mal, y Roya, Zed y Keith aterrizan en Task, un aliado de Zymot. Tanto Hugh como Noah salen a buscarlos. 
Episodio 20: Reunión
Roya es llevada al palacio de Task para ser utilizada como sacrificio. Keith encuentra a Zed, y van a salvarla. Mientras tanto, Noah continúa buscando a Keith mientras Hugh busca a Zed. 
Episodio 21: Un recuerdo inolvidable
Roya encuentra una pequeña señal taskan sobresaliendo de su hombro, lo que indica que es de Task. Ella trata de preguntarle a Zico al respecto, pero se avergüenza. Ella entrena vigorosamente para un próximo torneo. Zed espera que se hagan los arreglos para su viaje a Neotopia. 
Episodio 22: Laberinto de recuerdos
Ginga salva a Roya dos veces, terminan siendo atendidos por un Taskan de clase alta. Zed se encuentra con Roya y decide quedarse. En una fiesta que celebra a Roya como la nueva hija adoptiva, un misterioso hombre le dice que vaya a ver a su madre. En el lugar de reunión, alguien aparece decidido a matar a Roya. 
Episodio 23: Lazos
Se revela el pasado familiar de Roya.  Zed, Roya y el "Joker" de templar; Klauhd se pelean con las personas que quieren matar a Roya. Ella es salvada de su padre por su madre. Zed y Roya regresan a Templar. 
Episodio 24: El shard amarillo de la felicidad
Una pandilla mala viene por Robés y el mayordomo dice que les dará el shard amarillo secreto de la familia a cambio de que lo dejen. Pero las tres criadas familiares son ambiciosas para la felicidad y roban el shard. Sucedieron cosas malas cuando el espíritu les concedió deseos. Al final fue un shard maldito y los malos fueron castigados por Mikki. 
Episodio 25: Prólogo de la batalla
Se está celebrando una justa internacional. Zed y Robes están nominados para ser representantes de Templar, Zed desea ver a Noah, que es la razón principal por la que estuvo de acuerdo, Roya lo sigue a la justa. Noah también está compitiendo en la justa por Neotopia. Zed y Noah se encuentran en Neotopia y conversan durante mucho tiempo como buenos amigos, discutiendo lo que sucedió y sobre los espíritus Key. 
Episodio 26: Recuerdos aislados
El episodio resume el tiempo de Noah en Neotopia. Esto involucra ambos eventos cuando su espíritu, Zashura, se liberó involuntariamente y causó destrucción a su alrededor, lo que le hizo temer su poder. También incorpora la inclusión de Noah en Neotopia como su "Salvador". 
Episodio 27: Guerreros
Durante la Justa, Zed debe combatir a todos, desde viejos oponentes hasta los extraños tecnólogos de Ulvarx, que poseen dispositivos perversos que pueden derrotar incluso a los espíritus más poderosos. 
Episodio 28: La prueba de la vida
Cuando Zed muestra que es un Shard Caster poderoso, el líder de Neotopia  Hyrum intenta alistarlo en su campaña por la dominación global. 
Episodio 29: Amistad deteriorada
Cuando Roya es arrestada por los soldados neotopianos, Zed descubre que su amigo Noah es muy diferente de la persona que creía conocer. 
Episodio 30: Enfrentamiento
Zed y Noah se enfrentan en la justa y Noah muestra implacablemente sus nuevos poderes. 
Episodio 31: El precio de la ambición
Después de derrotar a Zed, Noah detiene un atentado contra la vida de Hyrum. Luego desenmascara a Hugh y lo derrota. El vencedor final, él jura una revancha con Zed. 
Episodio 32: La especulación de un país
Los intentos de asesinato de Hyrum continúan, mientras Noah y Zed se convierten en peones en el juego político del gato y el ratón entre las naciones en guerra. 
Episodio 33: Resplandor perdido
Una facción Ulvarx revela una ventaja tecnológica sobre Hyrum y Neotopia, y tienen la intención de usar esto para terminar con el reinado de Hyrum. Pero necesitan a Zed e intentan persuadirlo para que se una a su causa. 
Episodio 34: Lo que sucedió en la batalla
Noah y Kira son enviados a eliminar a Zed y los asesinos de Ulvarx. Se hace la preparación para una celebración en Neotopia. Mientras tanto, Zymot y Tusk revelan su alianza por primera vez: en un ataque contra Neotopia.
Episodio 35: El que hizo el sacrificio
Zed y Noah luchan contra los cuatro espíritus de Nudyu. Cuando Zed recibe un golpe de uno de los espíritus de Nudyu, Noah se interpone en el camino y recibe el golpe por él. Antes de que Zed pueda ver si Noah está bien, Noah se levanta y se dirige hacia la ciudad que ahora está bajo ataque. ¿Puede Noah regresar a tiempo para salvar la ciudad? 
Episodio 36: Renacen las alas
La guerra continua. Sagiri se hace amigo de un hombre bestia de Task que le salvó la vida. Helic se apodera y libera a Ex-Machina, un espíritu compuesto, pero ¿con quién se encuentra cuando se transporta a Neotopia? Noah se enfrenta a Hugh en la batalla, pero como...¿ se juntan? ¿Y puede Zed finalmente convocar a Amir Goul nuevamente? 
Episodio 37: La caída de la capital
Los tres espíritus Key tienen problemas para derribar a Ex-Machina, hasta que Amir Goul cambia su forma nuevamente. Noah y Zed son capturados por Hugh mientras se distraen por la condición de la mano de Zed. Roya decide ir a Neotopia para ayudar, ¡y Hugh se infiltra en la sala del trono de la capital! 
Episodio 38: Una batalla sin fin
Zico llega a Neotopia para ayudar a Hyrum a pesar de su prohibición. Hyrum revela que Noah recibirá otro espíritu Key (Monadi), si es que pueden encontrarlo. Y los rehenes son traídos por Hugh, quien los devolverá si consigue la cabeza de Hyrum.
Episodio 39: Epifanía
Impulsado por su ira por la continua masacre de personas inocentes de Hugh, Zed convoca a Amir Gaoul para luchar contra Pronimo mientras se enfrenta a Hugh. Pero Amir Goul aparece con una nueva apariencia y nuevos ataques, siendo este el despertar de su fuerza 
Episodio 40: La finalidad del poder
Con la caída de Neotopia, Task ahora cambia su atención a Ulvarx, decidido a llevar las tecnologías de Ulvarx al lado de sus perversas intenciones, Ginga viaja a templar para obtener la ayuda de Zed y Roya. Al mismo tiempo Zico le brinda instrucciones a Zed sobre que su juicio influirá de gran manera en el destino del mundo, confesando indirectamente que es un salvador y que tiene la sospecha que puede ser el "Verdadero Salvador" de este mundo  
Episodio 41: Pensamientos reflejados
Ginga regresó a Ulvarx con Zed y Roya solo para descubrir que el profesor Bender le había entregado el laboratorio a Task. Ahora las cosas han cambiado y Zed, Roya y Ginga huyen del ejército de Task. En un lugar seguro, Ginga revela su pasado y luego se enfrenta a Dukeham, mientras que Zed y Roya van a tratar con el profesor Bender. ¿Pueden Zed y Roya detener al profesor loco y Ginga puede derrotar a Dukeham? 
Episodio 42: La pequeña salvadora
Sagiri está a bordo del barco Buscador. Como ella es una de ellas, la pusieron a prueba para ver si ella es su salvadora, lo que solo puede confirmarse mediante la aceptación del espíritu Key (Shadin). Mientras tanto, alguien ha irrumpido en Templar. ¿Quién ha logrado entrar en la base templaria?
Episodio 43: La verdad revelada
La madre de Zed, Sara ha aparecido y parece estar luchando contra Zico. Retrocedemos en el tiempo para descubrir la relación entre Sara y Zico. ¿Por qué apareció la madre de Zed y qué podría querer? 
Episodio 44: El hechizo irrompible
La madre de Zed, Sara, es derrotada por el espíritu key de Sagiri, Shadin. Sara logra escapar. Después de la pelea, Zed intenta perseguir a su madre, pero Zico se lo impide. Zed ahora está encarcelado en la base templaria. ¿Podrá Zed salvar a su madre de sus demonios internos? 
Episodio 45: La chica confinada en el castillo
Zed decide irse con Sagiri y los Buscadores para aprender sobre su Madre y su Padre. Mientras tanto, en Task, Molima decide que quiere probar a Mirette para ver si es la salvadora de Task. Si Mirette regresa vivo al palacio, Molima la aceptará como la salvadora de Task. ¿Puede Mirette volver con vida y quién era el padre de Zed? 
Episodio 46: Hacia el país donde se darán las resoluciones
Lord Dolga es aceptado entre los líderes de Task, pero Molima quiere demostrar que es digno luchando contra ella. En Task, Gitra se prepara para llevar a Mirette de vuelta al palacio. De vuelta en Templar, Roya espera a que Zed regrese. ¿Regresará Zed a Templar?
Episodio 47: El salvador perplejo
Zed y Lord Dolga comienzan su batalla. A medida que avanza la batalla, Zed se da cuenta de que Dolga es en realidad Noah. Como Amir Goul (como siempre) está derrotando a Zashura con facilidad, Xeem interviene y libera a Pronimo y Monadi para que la batalla vaya a favor de Dolga. Sin elección, Zed lanza a Shadin.  Xeem comienza a Volverse impaciente y decide atacar a Zed mientras lucha contra Dolga (Noah). Con Zed derrotado, Xeem toma sus espíritus Key. Ahora con cuatro de los espíritus clave, todo lo que Xeem tiene que hacer ahora es sacar a Zashura de Dolga y encontrar a Mirette ¿Puede Zed detenerlo? 
Episodio 48: Advenimiento
Tasker ahora tiene efecto para controlar los espíritus dentro. Noah y Zed habían perdido el ánimo. Pero el Tasker tiene un efecto significativo en su resurrección. 
Episodio 49: Madre e hijo
La madre de Zed lo ha seguido hasta una isla flotante en Task. Abrumada por su deseo de poseer una vez más a Amir Goul haría cualquier cosa para tener ese gran poder, pero ¿por qué razón? Su búsqueda interminable parecía haberla cegado de su verdadero propósito: proteger a su precioso hijo. Es esta comprensión es la que le permitió morir en paz.
Episodio 50: Vínculo eterno
Noah convoca a Tasker una vez más, pero todavía está en su forma incompleta; Mientras tanto, un Noah poseído lucha contra Zed mientras los cuatro reinos (Templar, Task, Neotopia y Zymot) experimentan turbulencias sin precedentes en forma de meteoros y terremotos a medida que se acercan entre sí. Se revela que el verdadero propósito de Tasker es controlar a Zed, por lo tanto usa a Noah como puente 
Episodio 51: Hacia el lugar donde sopla el viento
El episodio comienza con Zed quedando envuelto en el poder de Tasker. este secuestra a Zed por medio de una luz hipnotizante y e introduce a Zed dentro de su cuerpo
Tasker posee el cuerpo de Zed para tomar su poder y así empezar la masacre que tanto Anhela; eliminar la raza humana de una vez por toda, ya que los considera malos por la búsqueda desenfrenada del poder. 
¿Será capaz Zed de liberarse de la posesión de Tasker?

## Países
- Calm: País natal de Zed y Noah. Un mundo donde el viento nunca sopla, hay mucha contaminación y donde la gente no sabe sobre la existencia de los Shard Casters ni los espíritus.
- Templar: Una tierra que representa la armonía, la filantropía y la humanidad. Es el primer lugar al que Zed es transportado y hace de éste su hogar.
- Neotopia: Es al país al que llega Noah. Es un estado totalitario que gira alrededor de un sistema llamado “La Ley Absoluta”. Consideran que cualquier persona que la rompe, debe ser castigada con la muerte, sin excepciones ni segundas oportunidades. Las familias de los que desobedecen la ley son exiliadas, a menos que demuestren tener una alta aptitud para ser Shard Casters.
- Zymot: El imperio gobernado una vez por la monarquía de rey Bakkam, derrocada más adelante por Hugh. La mayor parte de la familia real fue ejecutada, pero la princesa Rebecca consiguió escapar y dirige la resistencia.
- Kalbu-hu: Un territorio subterráneo en las tierras de Zaymon, donde este ejerce su dominio por la fuerza.
- Los buscadores: Una fortaleza flotante a donde los extranjeros llegan. Es un lugar que sirve para proteger personas durante las guerras entre los países.
- Task: Un país conducido por un consejo de gente enmascarada que alternativamente es conducida por Xeem, quien colocó a Gari (un hombre-bestia) como rey falso para así engañar a los hombres bestia con la idea de que Tasker, su dios, volverá. Task contiene dos razas: los taskans humanos (quienes tienen picos que sobresalen de sus hombros) y los hombres-bestia (que poseen tamaño y poder parecido a los Espíritus, tiene cuatro brazos, pueden volar y llevan sus espíritus en el interior).
- Ulvarx: Es donde mandan a los exiliados de Neotopia, y éstos fundaron el país. Está sobre el mar, donde los exiliados han construido una base habitable. Es un país con muchos y grandes científicos (como el profesor Bender), que se centran en recopilar la información de los mejores combatientes para perfeccionar sus armas. La ciencia de Ulvarx permite a gente que no son Shard Casters utilizar a los Espíritus (vía implantes mecánicos), y puede fundir Espíritus bajos para crear un Espíritu más poderoso. Su clima es lluvioso, totalmente inhabitable, al no haber tierra la comida escasea, por lo que abunda el hambre. Es también la residencia de Herrick, Ginga, y Moreno.

## Personajes

### Principales
Zed (Latinoamérica/ USA)
(ゼッド Zeddo) Seiyū - Hiroyuki Yoshino // Andrés Palacio (Colombia)
Es el protagonista de la serie, tiene 15 años. Es originario de Calm. Estando ahí, Zed tenía un hábito algo inusual: romper puertas. Él hace esto explicando que así “siente que él puede ir a donde quiera”. Mientras lo persigue la policía de Calm, ante él surge un portal que lo conduce a la tierra de Templar, en donde conoce a Zico y a su alumna, Roya. Zed posee un dibujo con tres cristales en su brazo izquierdo, donde se oculta su Espíritu. La espada que maneja es roja, requiriendo tres esferas para formarla. Su Espíritu, Amir Goul, parece ser una entidad de viento que utiliza dos grandes alas de plumas blancas como armas. Estas alas son capaces de acabar con otros Espíritus. Además cuenta con un Espírtiu menor llamado Rambos. Es muy orgulloso, y preocupado por sus amigos como roya, Noah y Sagiri. 
En la serie se nos da a entender que su interés amoroso es Roya (alumna de Zico) pero este jamás lo confiesa mientras transcurre la serie, solo que era una muy "buena amiga" y que debía protegerla a toda costa, aunque sus acciones detonaban un interés amoroso por ella.  
Es un amigo bueno y leal, y consuela a Roya y Sagiri cuando están sufriendo durante toda la serie 
Él puede ser descrito como una persona impaciente y un exaltado, y a veces puede ser ingenuo. Su comportamiento imprudente y su personalidad también se pueden ver en sus batallas, donde carga y lucha contra un Espíritu enemigo en muchas ocasiones con solo su espada shard. Se muestra que es experto en la batalla, y ha derrotado a muchos enemigos poderosos a lo largo de la historia. Sin embargo, él no lucha ni mata personas sin razón, con la excepción de si son enemigos. No le gusta el derramamiento de sangre, y desea detener todas las guerras para que la codicia por el poder no pueda matar a más personas inocentes. 
Noah
(ノア Noah) Seiyū - Kazuma Horie // Didier Rojas (Colombia)
Es el otro personaje principal. También es originario de Calm y es el amigo de la infancia de Zed. En el capítulo 2 de la serie se nos revela que se apellida Boalin, es el presidente del consejo estudiantil y padece una grave enfermedad que lo tiene al borde de la muerte, pero sin embargo es muy noble y decide siempre apoyar a su amigo, incluso en la huida de las autoridades al inicio de la serie. Luego de que Zed se va, Noah también es llevado a la otra dimensión, en Neotopia, donde terminará adoptando las rígidas reglas de "La Ley Absoluta", que lo llevarán a enemistarse con Zed. En Neotopía le harán creer que es "El salvador", lo que provocará su hambre de poder. Buscará luego, bajo la identidad de Dolga, hacerse de los 6 Espíritus Key para hacer aparecer a Tasker. Su Espíritu Key es Zashura.

### Secundarios
(ロイア, Roia) Seiyū - Nana Mizuki // Dilma Gómez (Colombia)
Roya es una muchacha de 16 años que vive en Templar y es discípula de Zico, quien la rescató 10 años atrás; pero en realidad es proveniente de Task. Es amiga de Zed y Miki, y está enamorada de Zed, aunque no lo reconoce. Tiene un dibujo en el cuello que se asemeja a un broche y ahí es donde está su Espíritu el cual es Afkareru, es una entidad a base de agua capaz de volar.
(ジーコ, Jīko) Seiyū - Tamio Ōki // Gabriel Vanegas (Colombia)
Zico es un hombre de 79 años y es uno de ocho sabios de Templar. Tiene una personalidad tranquila y sabia, por eso practica actividades como la meditación y la pesca. Es el maestro de Roya desde que la salvó de Task hace diez años. Después de que Zed llega a Templar, también se convierte en el mentor del chico, por lo que le da consejos y lo regaña en muchas ocasiones. Hace quince años, Zico llevó a la madre de Zed, Sara, a Templar, creyendo que ella era la escogida por el Amil Gaul. La entrenó duramente, pero aun así Sara no fue capaz de controlar al Espíritu Key, por lo que la envía de vuelta a Calm. Esto lo hizo debido a que Zico siempre estuvo detrás del poder de Tusker.
(レドンド del ・ del ロベス, Robesu Redondo) Seiyū - Shin'ichirō Miki
Robés un príncipe que vive en Templar, este tiene 30 Años de edad. Se convierte en el campeón de los Shard Casters en Templar derrotando a Dumas. A veces está más concentrado en las mujeres y la diversión que en sus habilidades como Shard Caster. Su Espíritu es Belladona, y la guarda en un dibujo que tiene en la mano derecha.
(ミッキー, Miki) Seiyū - Nobuhisa Nakamoto // Bernardo Mayorga (Colombia)
Es un pequeño chico panadero y buen amigo de Roya, tiene 15 años de edad. Entrenaba para convertirse en un Shard Caster bajo la enseñanza de Dumas, pero lo deja cuando este muere, quedándose con su Espíritu de recuerdo(llamado Slugna). Además posee a Aremaderu pero debido al débil carácter que tiene Mikey, nunca logra tener éxito como Shard Caster. En vez de eso, trabaja duro y logra crear una cadena de panaderías, donde tiene mucho éxito vendiendo el pan que su madre le enseñó a elaborar.
(サギリ Sagiri) Seiyū // Ximena Medina (Colombia)
Es una pequeña niña de tan solo 10 años, y es  la  princesa de los Buscadores. Cuando su aldea es destruida por Zashura, el Espíritu Key de Noah, éste se hará cargo de ella. Vivirán juntos en Neotopia y siempre mostrará la cara amable de Noah. Es la dueña del Espíritu Key Shadin, por lo que es nombrada la salvadora de los Buscadores.
Dumas
Vive en Templar y es el maestro de Mikey, este tiene 37 años de edad. Proviene de una familia de campesinos, y cansado de ser de clase baja y con ansias de poder y de cambiar su destino se hace espía de Zymot. Posee un espíritu llamado Slugna, que guarda en un dibujo que tiene un su hombro, el cual pasa a manos de Mikey cuando Dumas muere.
Pinot
Era una sirvienta en la casa de robes Redondo, cual ha tenido muy mala suerte con los hombres ya que casi siempre odian su voz aguda. Ayuda a Mikey en la panadería y, aunque en la serie no se especifica, posiblemente es su novia.
Hugh
Es un joven militar de 21 años de edad
Vive en Zymot, quien estaba al servicio del rey Backam cual el derroca más adelante, en el capítulo 30 se roba al Amil Gaul y este es rechazado el espíritu key siendo posiblemente carcomido por dentro. este inicia la guerra en Neotopia y muere en la misma en el capítulo 39. Posee a Pronimo pero este al morir se lo queda Sara.
Elmeida
Voz- Eri Hazuki
16 años de edad. La única ejecutiva de los tres exejecutivos de Zimott. La brutal personalidad de la supremacía. Por lo tanto, él es repulsivo a la tiranía de Hugh, pero al mismo tiempo sigue silenciosamente el poder de Hugh mejor que nadie. Jugó un papel activo en la invasión de Kalbu-huy mató a su líder, Rebecca. La realidad es que él es un monitor de la tarea, y regresó a la tarea después de la muerte de Hugh. Llevaba una máscara para ocultar sus ojos, pero cuando Hugh murió, se la quitó y se la ofreció a su cadáver. Las pocas personas que sobrevivieron al final de la historia. En la última escena, después de que la tarea colapsó, regresó a Zimott para avanzar sus armamentos bajo un nuevo rey y sistema. Mi espíritu es "Zakua".
Sara
Es la madre de Zed, en la actualidad de la serie ella tiene 42 años de edad. Ella tiene su dibujo en la nuca. Zico creía que ella era la elegida para usar el Amil Gaul pero, aunque Zico la entrenó para que pudiera ser una gran Shard Caster, no pudo manejar al Amir Goul, por lo que Zico la envía de vuelta a Calm. Quince años más tarde cuando ambos se dan cuenta de que Sara no era la escogida, y que el  Amir Goul, se introdujo en su cuerpo buscando al verdadero escogido que se encontraba en el vientre de Sara, Zed. Cuando vuelve a Calm nace Zed, pero luego Sara es internada en una clínica psiquiátrica, que es el lugar donde transcurren todos los recuerdos que Zed tiene de su madre. Sara odia a Zed por quitarle el  Amir Goul,, ya que ella está obsesionada con su poder, expresando que el tenerlo le produce un gran éxtasis, y que es lo que ella más ama en la vida.
Hiram Maximum
80 años de edad. Papá de Neotopia.
Una vez amigo de Zico, despertó a la idea de "disciplina absoluta" a raíz de un incidente que ocurrió hace 10 años, con el objetivo de dominar todos los territorios de acuerdo con la disciplina absoluta. Capturado durante la guerra con Zymot, ni siquiera pudo ordenarle a Hugh que matara a las personas que habían sido cautivas en absoluta disciplina, y perdió la vida después de sufrir.

## Música
| Openings                                      |              |           |  |
| Transcripción/Traducción                      | Intérprete   | Episodios |  |
| Sanctuary                                     | Nami Tamaki  | 1-26      |  |
| Hakanaku Tsuyoku                              | Younha       | 27-51     |  |
|                                               |              |           |  |
| Endings                                       |              |           |  |
| Very Very                                     | Afromania    | 1-13      |  |
| Solar Wind                                    | Snowkel      | 14-26     |  |
| STAY GOLD                                     | Limelight    | 27-39     |  |
| Sekai no Hate made/Until the end of the World | Kozue Takada | 40-51     |  |
| Insertadas dentro de la serie                 |              |           |  |
| Naka naide                                    | Afromania    | 15        |  |

## Doblaje (Colombia)
- Zed - Andrés Palacio
- Noah - Didier Rojas
- Ziko - Gabriel Vanegas
- Roya - Dilma Gómez
- Dumas - Fernando Manrique
- Sara - Mónica Valencia
- Hugh - Óscar Fernando Gómez
- Phillip - Alexander Páez
- Mikey - Bernardo Mayorga
- Keith - Carlos Alberto Gutiérrez
- Diana - Diana Beltrán
- Aisha - Diana Carolina Suárez
- Glaudio - Fabian López Cuevas
- Dimitri - Giovanni Cruz
- Bakkam - Harold Leal
- Guzma - JR Javier Rodríguez
- Elda - Klaudia-Kotte
- Galva - Rafael Ignacio Gómez
- Elmeyda - Ana Rocío Bermúdez
- Max Powers - Rodrigo Marulanda
- Rebecca - Shirley Marulanda
- Sebastián - Mario Gutiérrez Marin
- Dukeham - Wolfang Galindo
- Sagiri - Ximena Medina

- Dirección artística - Fabio Rodríguez
- Estudio - Provideo Colombia